# Alexander Lerionka Sampao
Alexander Lerionka Sampao (Kenia, 31 de diciembre de 1996) es un atleta keniano especializado en la prueba de 400 m, en la que consiguió ser medallista de bronce mundial juvenil en 2013.

## Carrera deportiva
En el Campeonato Mundial Juvenil de Atletismo de 2013 ganó la medalla de bronce en los 400 metros, con un tiempo de 46.78 segundos, tras el jamaicano Martin Manley (oro con 45.89 segundos) y el estadounidense Ryan Clark (plata con 46.46 segundos).